# Össeby-Garns kyrka
Össeby-Garns kyrka är en kyrkobyggnad som tillhör Össeby församling i Stockholms stift. Fram till en sammanläggning av församlingar den 1 januari 2006 hörde kyrkan till Össeby-Garns församling. Kyrkan är belägen i Vallentuna kommun, på en höjd vid norra änden av insjön Garnsviken nära utflödet av Husaån.
Ursprungligen hette kyrkan Garns kyrka och två kilometer sydväst om denna låg Össeby kyrka. 1838 slogs socknarna i Össeby och Garn samman och kyrkan fick namnet Össeby-Garns kyrka. Össeby kyrka övergavs och omvandlades till ruin .

## Kyrkobyggnaden
Kyrkan består av ett rektangulärt långhus med ett smalare, rakt avslutat kor i öster. Norr om koret finns en sakristia. Vid kyrkans sydvästra sida finns ett vidbyggt vapenhus. Kyrkans blottade murar består av natursten med tegel i omfattningar och i östra gavelröstet med dess blinderingar. Alla byggnadsdelar har plåtklädda sadeltak bortsett från sakristian som har ett plåtklätt pulpettak. Långhusets och vapenhusets gavelkrön pryds med kors som är krönta med förgyllda stjärnor . Kyrkorummet kan nås via en ingång i västgaveln samt från söder via vapenhusets ingång.

### Tillkomst och medeltida ombyggnader
På samma plats där nuvarande kyrka ligger har sannolikt en träkyrka funnits.
Nuvarande stenkyrka uppfördes på 1200-talet. I kyrkans murverk ser man att korets södra mur skjuter in i långhusets sydöstra hörn vilket innebär att koret och långhuset inte är samtida . Ursprungliga delarna är koret och sakristian som uppfördes samtidigt vid början av 1200-talet. Sakristian försågs redan från början med ett tunnvalv av tegel som finns kvar än idag . Troligen var koret och sakristian ihopbyggda med ett långhus av trä. Nuvarande långhus av sten uppfördes senast vid mitten av 1200-talet. Södra murens ålderdomliga ingång och den låga triumfbågen mellan kyrkorum och kor antyder detta . Förmodligen hade långhuset och koret innertak av trä. Korets nuvarande kryssvalv tillkom troligen vid början av 1300-talet. Valvets päronformade ribbor liknar ribborna i Ärentuna kyrkas korvalv från 1310. Vid östra väggen vilar valvet på konsoler, utformade som gubbansikten, snidade direkt i putsen. Sådana finns även i Heliga Trefaldighets kyrka i Arboga som uppfördes före 1300-talet . Långhusets båda sexdelade valv tillhör valvslagningskonstens äldre skede och tillkom troligen vid slutet av 1300-talet. Vid samma skede dekorerades kyrkorummet med kalkmålningar. Vapenhuset ligger inte i förband med långhuset utan uppfördes vid mitten av 1400-talet eller senare. Redan från början försågs vapenhuset med kryssvalv av tegel. Vapenhusets dörr är av tjocka ekplankor och har järnbeslag från senmedeltiden .

### Senare ombyggnader
1675 uppfördes en läktare i kyrkorummets västra del. 1754 breddades fönstren i öster och söder. Ett fönster togs upp i norra väggen som tidigare varit fönsterlös. I samband med att fönstren vidgades överkalkades kyrkorummets kalkmålningar. 1758 utvidgades läktaren av snickaren Johan Söderström och försågs med nuvarande buktiga läktarbarriär. 1827 fick östra korfönstret en glasmålning utformad som en sol tillverkad av glasmästare Åhlander i Stockholm . Övriga fönster vidgades nedåt och i norra väggen togs ännu ett nytt fönster upp, väster om tidigare fönster från 1754. 1842 togs en ny ingång upp i västra gaveln och ingången mellan vapenhuset och långhuset byggdes om till fönster. 1858 ersattes yttertakens spånbeläggning med järnplåt. Vid en restaurering 1878 bröts korets och mittgångens gravstenar upp och lades på hög på en backe utanför kyrkogården. Trägolv lades in och kyrkorummet fick nya öppna bänkar. Vapenhusets södra ingång återställdes.

### Ombyggnader på 1900-talet
En restaurering genomfördes 1926 under ledning av arkitekt Knut Nordenskjöld. Ytterväggarna frilades från puts och östra korfönstret murades igen. Västra ingången vidgades och försågs med putsad omfattning av tegel med kvadrerade pilastrar och med kopparklädda dörrar efter ritningar av Knut Nordenskjöld . Rundfönstret ovanför fick sitt nuvarande utseende. Östra korväggens fönster av färgat glas togs bort och fönstret murades igen. Elektrisk uppvärmning och belysning installerades och tidigare värmekaminer avlägsnades. Korgolvet höjdes. Golven i kor och sakristia belades med handslaget tegel, medan bänkkvarteren fick trägolv. Öppna bänkinredningen ersattes av nuvarande sluten bänkinredning med samma färg och form som en äldre bevarad bänkdörr. Läktaren utvidgades men behöll samma läktarbarriär. Äldre färgsättning på predikstol och läktarbarriär togs fram. Kyrkorummets kalkmålningar togs fram. Vid en renovering 1961 reparerades ytterväggarna och fogarna ströks med så kallat piskat specialbruk. Kalkmålningarna konserverades och fler överkalkade målningar togs fram. Sex konsekrationskors påträffades och två av dessa frilades. 1992 tillkom ny takbeläggning av förzinkad plåt som målades med svart linoljefärg .

## Inventarier
- Dopfunten har en cuppa av sandsten från mitten av 1200-talet [3] som tidigare fanns i Össeby kyrka. Foten av kalksten är nytillverkad 1926. Möjligen kan en dopfuntsfot på Brollsta gård i Brottby vara den ursprungliga foten [1]. 1961 flyttades dopfunten till korets södra sida. Ännu en dopfuntsfot från omkring år 1300 kan ha tillhört kyrkans egen medeltida dopfunt [2].
- Ett medeltida triumfkrucifix fungerar som altarprydnad. Korset är från 1300-talet. Kristusfiguren har nytillverkats 1926 av bildhuggare A Paulander med den gamla ofullständiga figuren som förebild. Korsets ändplattor har försetts med nya evangelistsymboler [1].
- I sakristians södra vägg finns ett sakramentsskåp som sattes in under senmedeltiden. Skåpet har en framsida av ek samt gångjärn och hörnbeslag i järnsmide [1].
- En Mariaskulptur av trä är från förra hälften av 1500-talet.
- Ett altarskåp från 1470-talet skänktes 1868 till Historiska museet. I mittpartiet finns en korsfästelsescen som kombinerad med en framställning av Maria med den döde Kristus i sitt knä. I de båda flyglarna finns helgonfigurer. På flyglarnas yttersidor finns fragment av en målning föreställande Marie bebådelse och Marie kröning [1].
- Korets altare är murat av tegel. År 1926 täcktes altaret med kalksten, nuvarande altarring med rak form tillkom och det medeltida triumfkrucifixet blev altarprydnad. Tidigare altarprydnad var en avgjutning i gips av Thorvaldsens Kristus. Innan dess var altarprydnaden av ett förgyllt kors med törnekrona, tillverkad år 1830, antagligen av snickaren Wistrand. Dessförinnan var altarprydnaden sannolikt det medeltida altarskåpet.
- Två altare har tidigare funnits, ett på vardera sidan av triumfbågen. I ett protokoll från år 1767 omnämns ett kakaltare på norra sidan där kvinnor som fött barn lade brödkakor som de medförde vid sin kyrktagning. Troligen är kakaltaret identiskt med triumfbågens norra altare. Även i sakristian fanns ett altare som år 1776 ersattes med ett träbord.
- Predikstolen är tillverkad 1781 av mäster Anders Rubach i Stockholm som även tillverkat en tidigare sluten bänkinredning 1782 [1]. 1830 förgylls predikstolen och dess konstruktion förändrades, främst i ljudtaket. 1926 togs äldre färgsättning fram [2].
- En ljuskrona av gjuten mässing med 16 ljusarmar i två kransar hänger i långhusets mitt och skänktes till kyrkan 1684 [1]. En ljuskrona av målat järn är skänkt till kyrkan 1763 av mästersmeden Daniel Åberg. Vid renoveringen 1961 hängdes ljuskronan över dopfunten i ny konsol [2]. Tre ljusarmar av mässing och ett par ljusstakar av tenn med vridna skaft är från 1600-talet [1].
- En sockenbudskalk från början av 1600-talet fanns tidigare i Össeby kyrka. Dess ciselerade nod har tre avbildade änglahuvuden. En åttakantig oblatask är skänkt till kyrkan 1696 av Salomon Cronhielm och Charlotta Sparre på Hakunge. På dess lock finns vapnen för Sparre och Cronhielm. En vinkanna av silver är skänkt till kyrkan 1678 och omgjord 1793 med tillägg av mer silver [1].
- En mässhake av vit silverbrokad med stort tulpanmönster är från 1699. En mässhake av vitt mönstrat siden är från 1946, en av grönt mönstrat linne från 1958, en av violett ylle från 1960-talet [1].
- Ett antependium av grönt siden är från 1942, ett av vitt siden från 1958 samt ett av violett ylle och oblekt linne från 1960-talet.
- I kyrkan finns fyra oljemålningar från 1700-talet. Två av dessa har samma motiv: de tre vise männen. Den större av dessa skänktes till Össeby kyrka 1753 [1].
- Orgeln med tio stämmor är tillverkad 1926 av Åkerman & Lund Orgelbyggeri i Sundbyberg. Tillhörande orgelfasad i empir är tillverkad 1843 av Per Zacharias Strand och har hört till en tidigare orgel.
- En nummertavla är anskaffad 1783. Ytterligare nummertavlor är anskaffade 1840 [2].

## Omgivning
- Kyrkogården är inhägnad av en gråstensmur från 1765. 1888 utvidgades kyrkogården åt söder. Muren har en ingång i söder med granitstolpar och svartmålade järngrindar från 1915. Södra och västra muren byggdes om på 1940-talet. 1978 utvidgades kyrkogården öster om kyrkogårdsmuren. Den utvidgade delen omfattar en minneslund och omgärdas av häck, gråstensmur och spjälstaket [2]. Innan gråstensmuren från 1765 tillkom fanns så kallade kyrkobalkar av trä med stigluckor i öster och väster [1].
- På en kal berghäll öster om kyrkogårdsmuren, men innanför den utvidgade kyrkogården, står en klockstapel som är inklädd med rödfärgade brädor och har ett svarttjärat spånklätt pyramidtak. Stapeln var från början var byggd som en öppen konstruktion. På taket finns en flöjel med årtalen 1622 och 1922. Förra årtalet är troligen klockstapelns tillkomstår. Av stapelns båda kyrkklockor är storklockan gjuten av C. F. Grönwall 1810, hitflyttad från Össeby 1840, omgjuten och tillökad 1933 av K. G. Bergholtz i Stockholm. Lillklockan är ursprungligen tillverkad omkring år 1500 av en anonym stockholmsgjutare och omgjuten 1757 av Gerhard Meyer d.y. [1].
- Söder om kyrkogårdsmuren står två runstenar som restes upp 1891. Stenarna har tidigare varit tröskelstenar vid vapenhusets ingång åt söder.
- Invid kyrkan ligger ett församlingshem som invigdes 1849. Bland annat har byggnaden varit kommunhus för Össeby kommun, men 1971 blev huset åter församlingshem [4].

## Bildgalleri

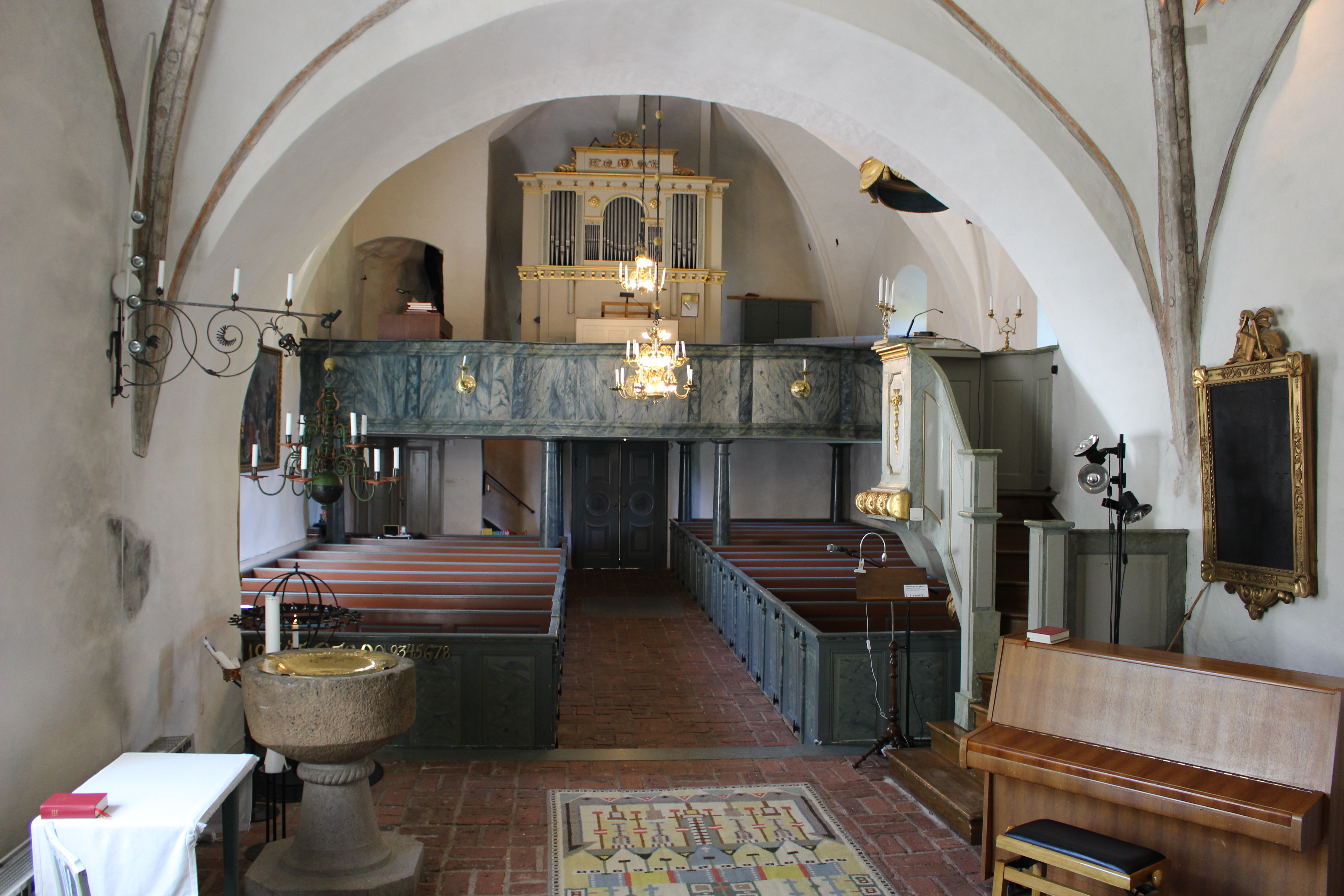
Kyrkorum mot orgelläktare
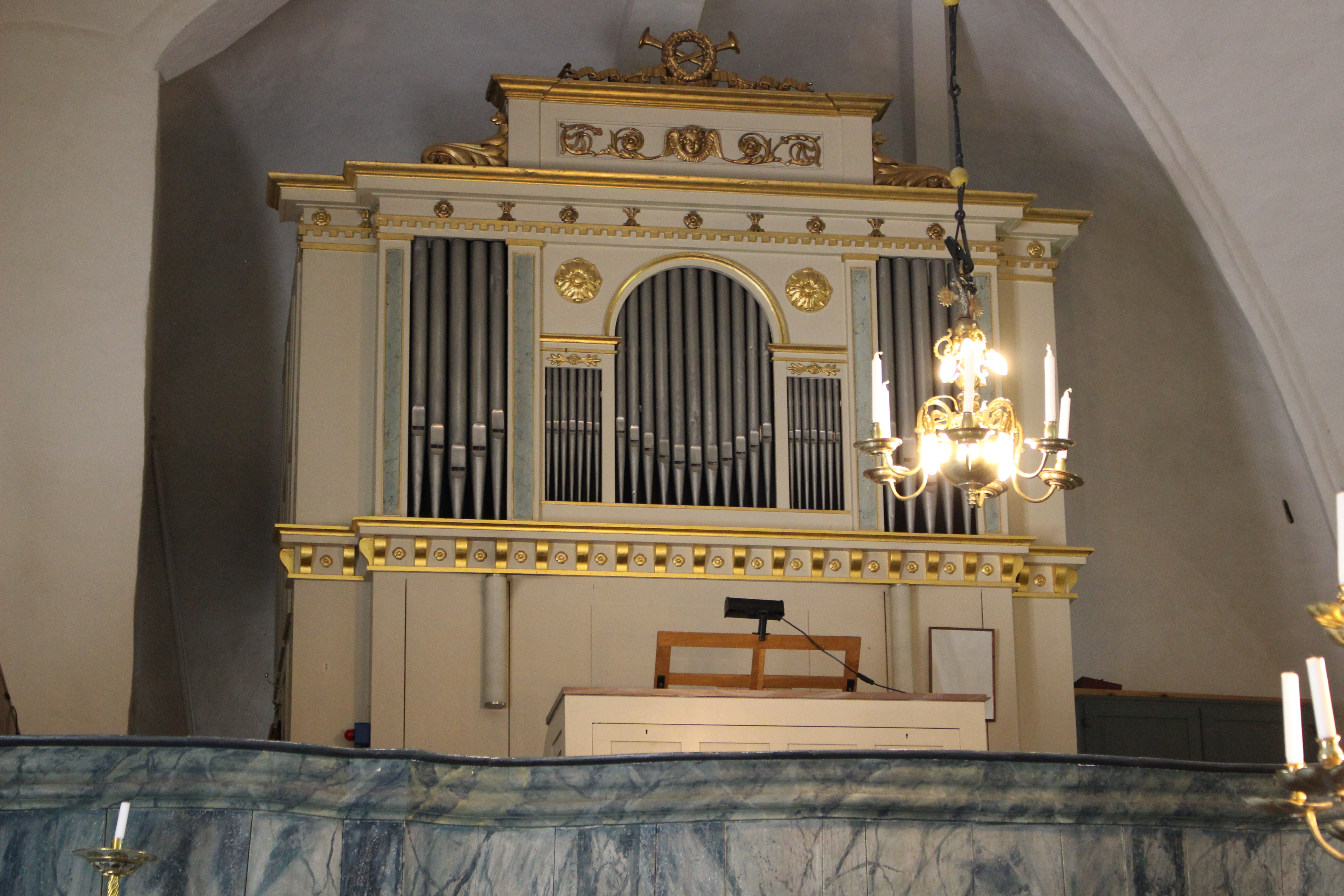
Orgel
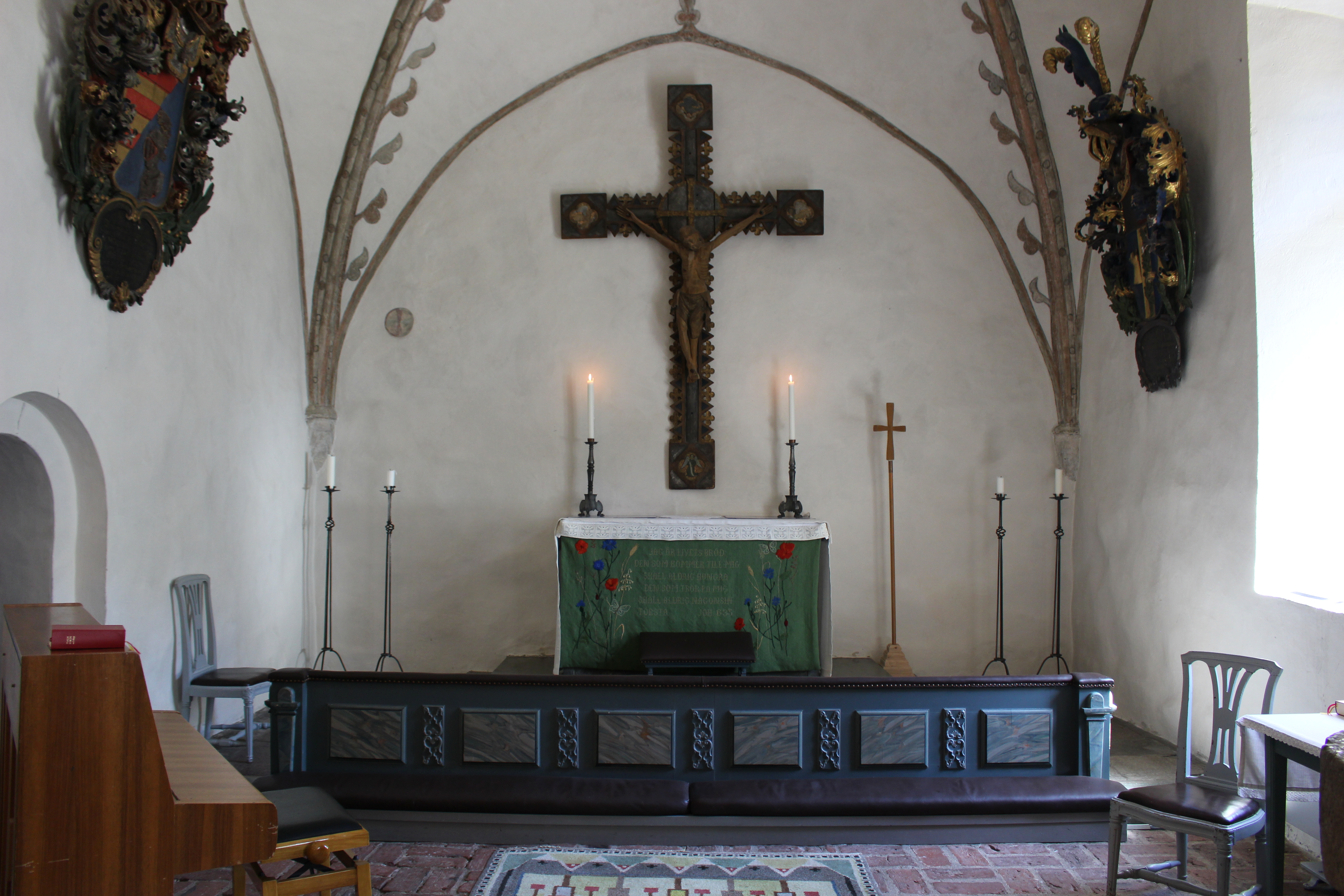
Kor och altare
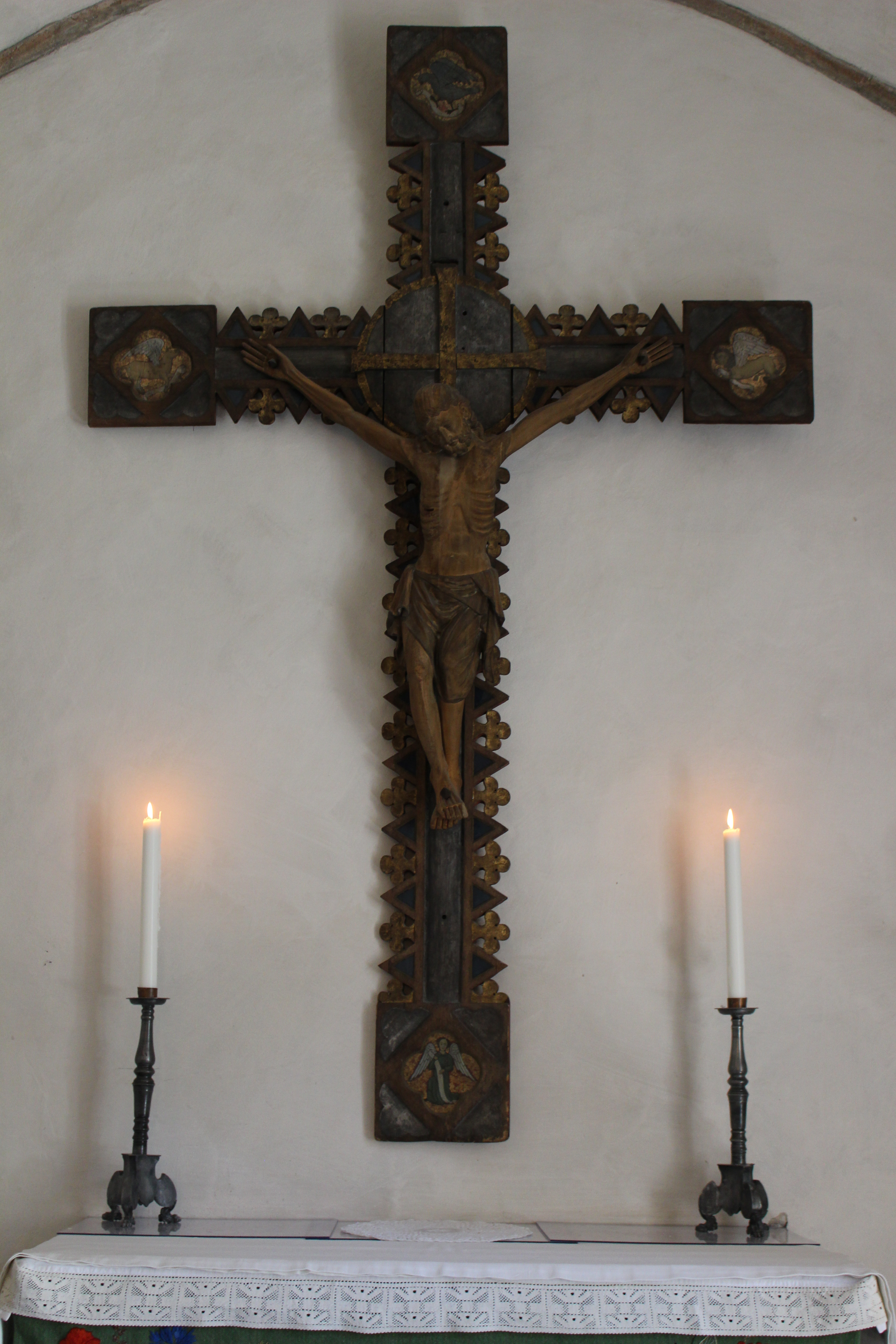
Triumfkrucifix
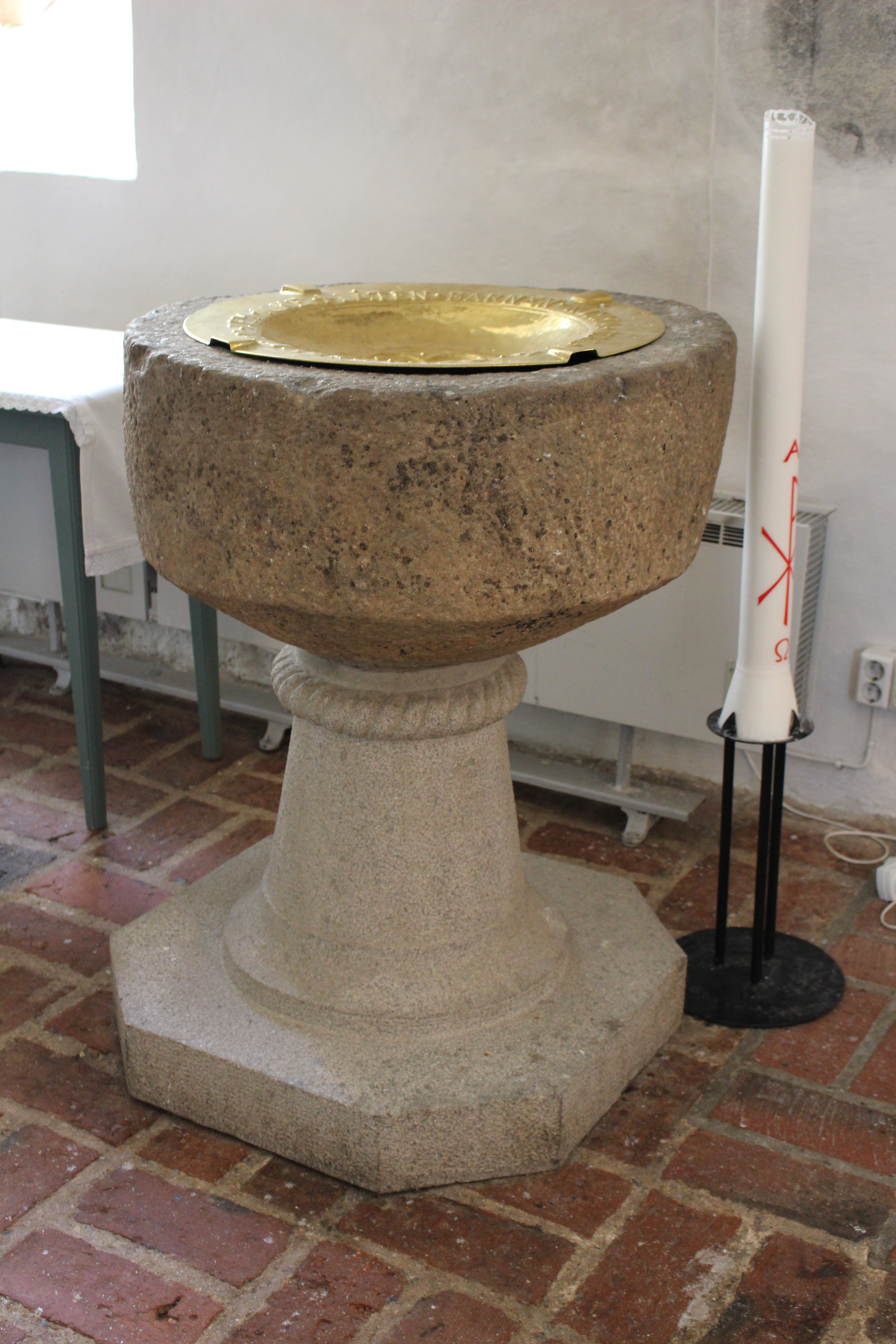
Dopfunt
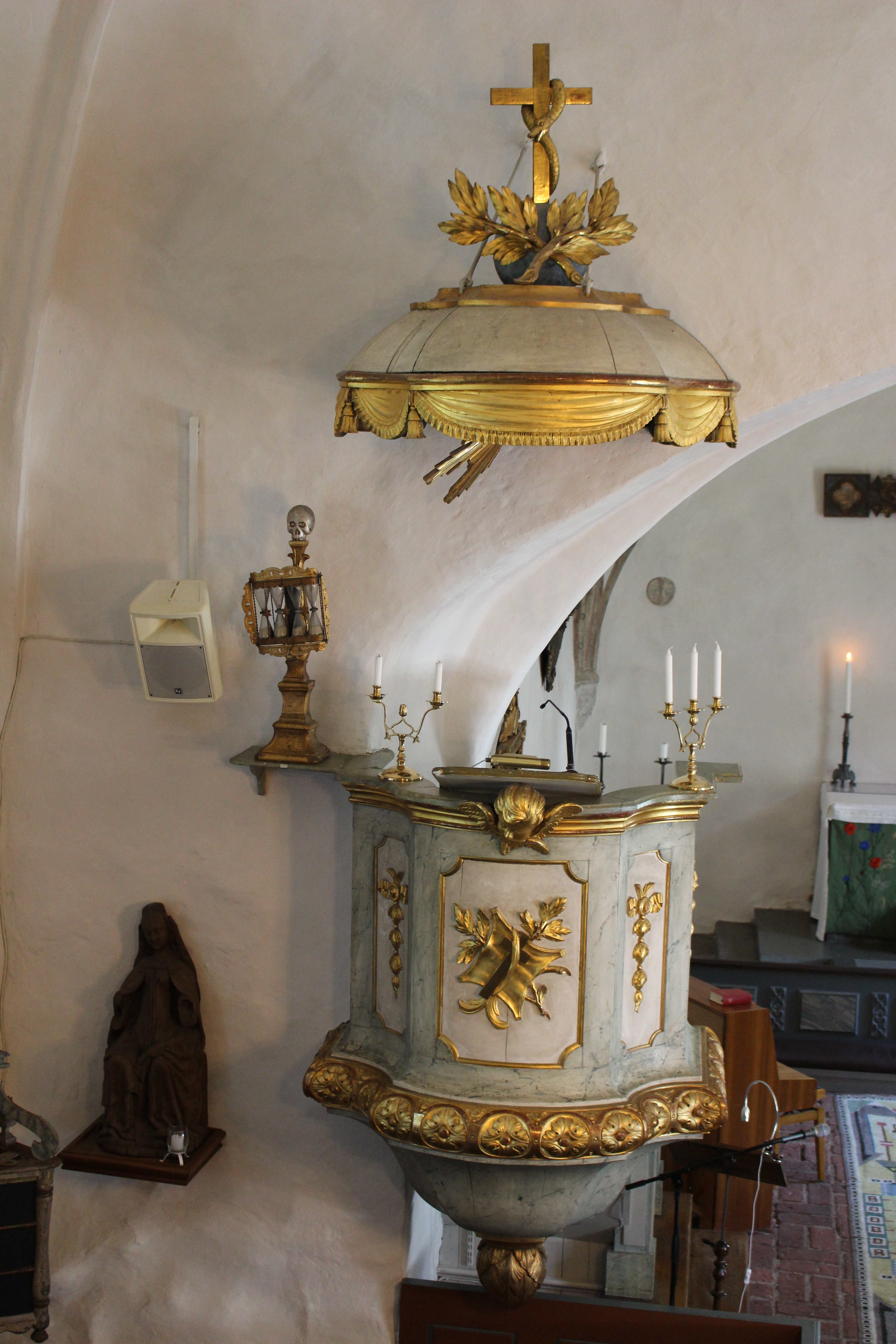
Predikstol
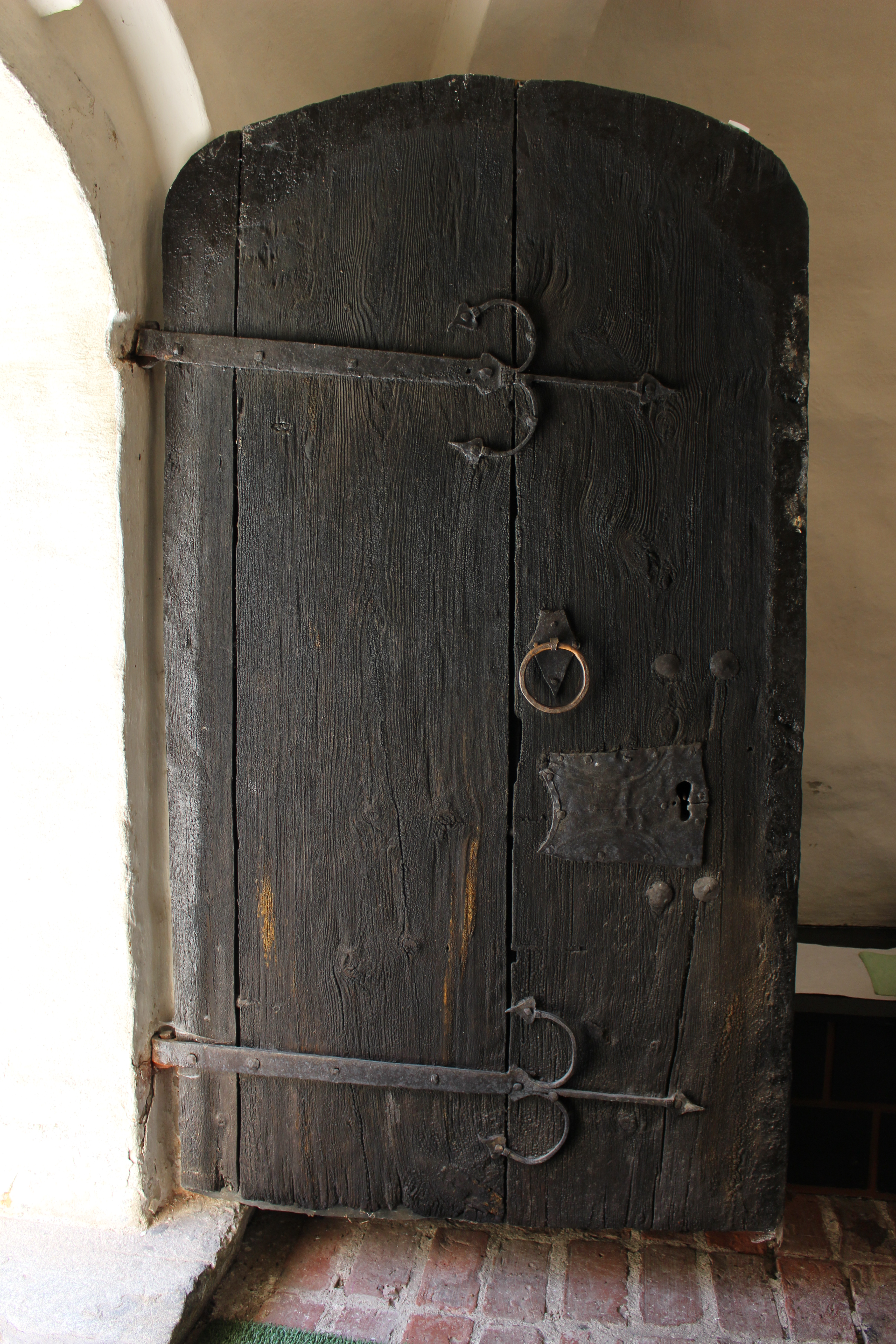
Vapenhusdörren
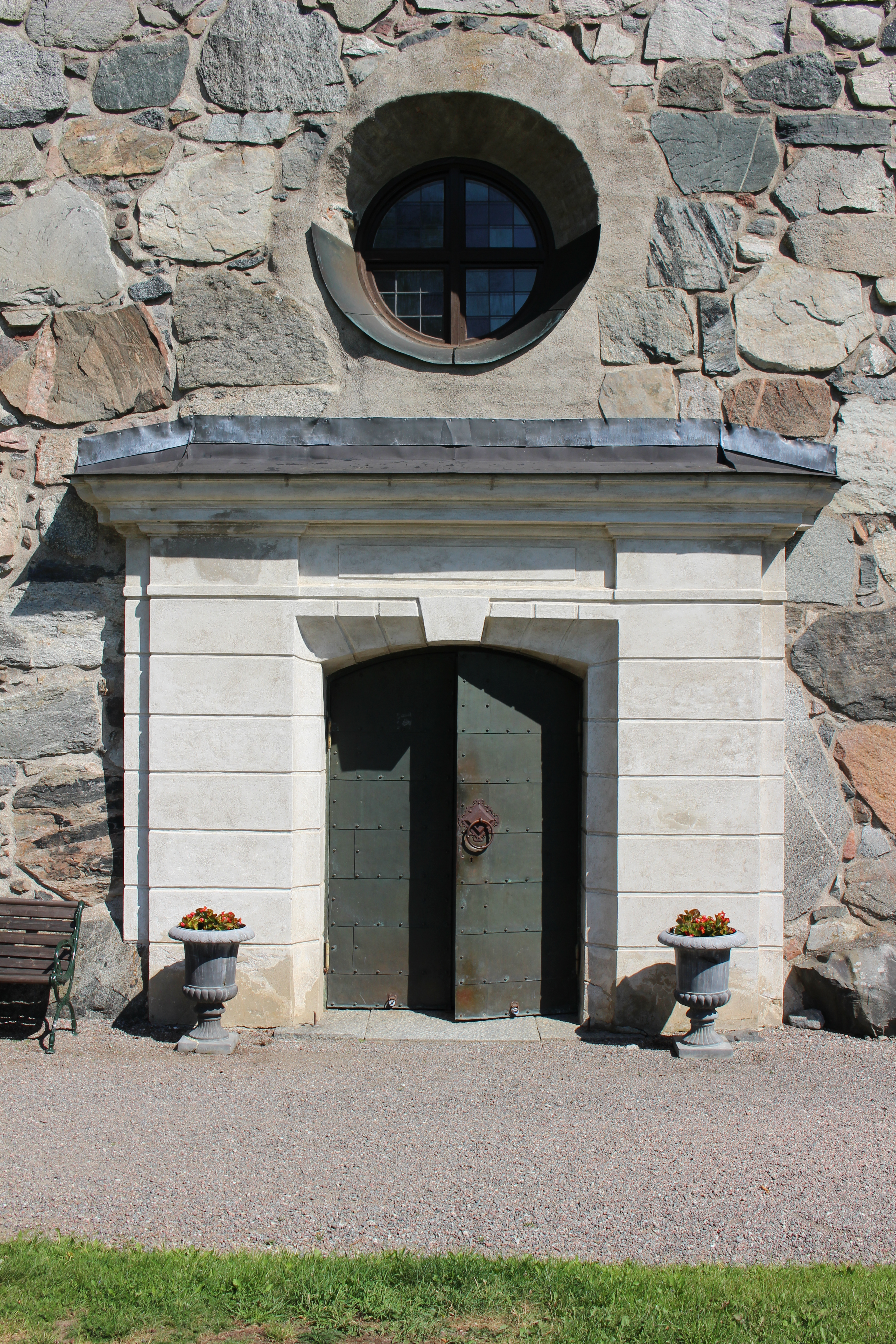
Västra portalen
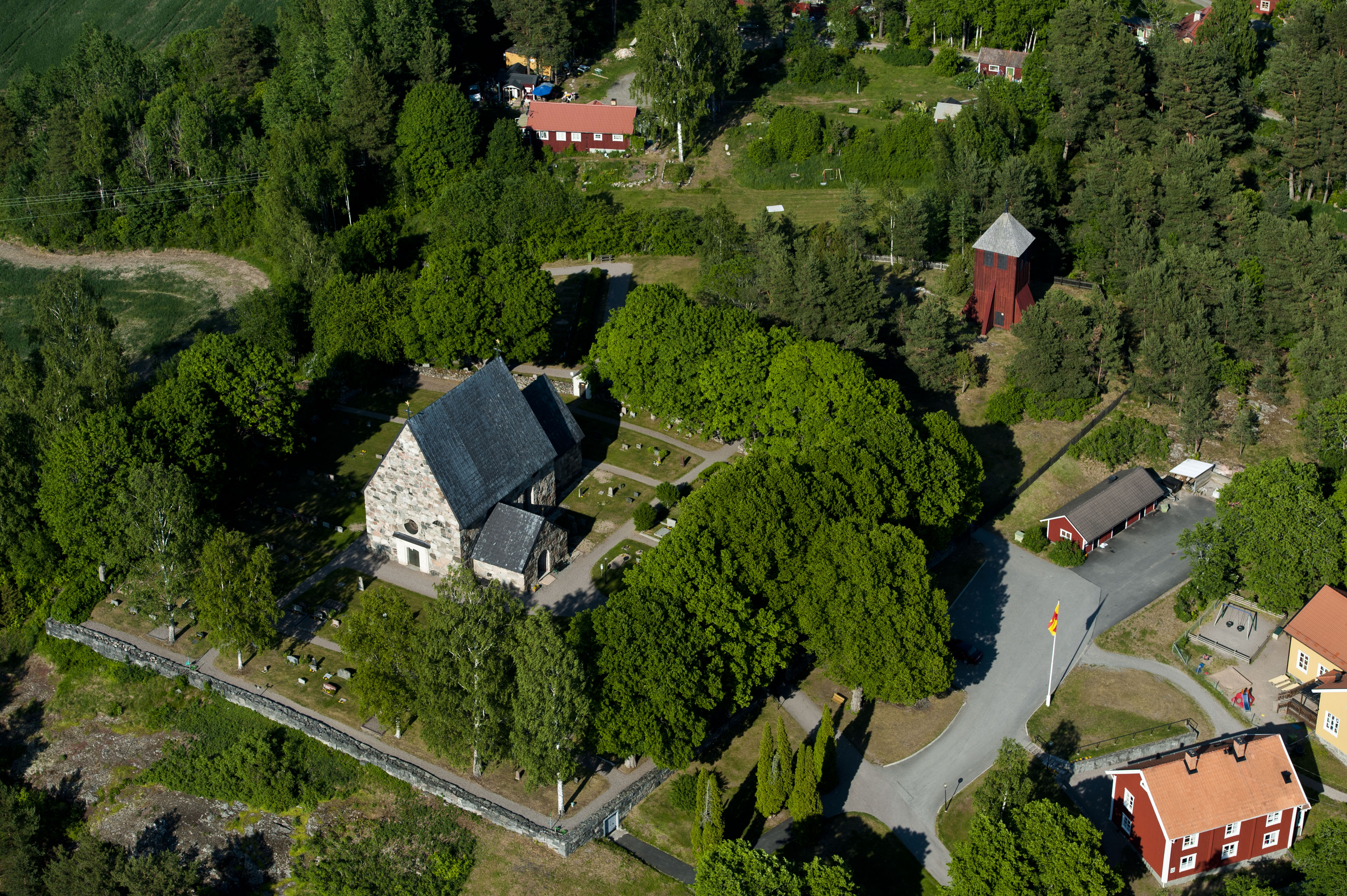
Flygvy
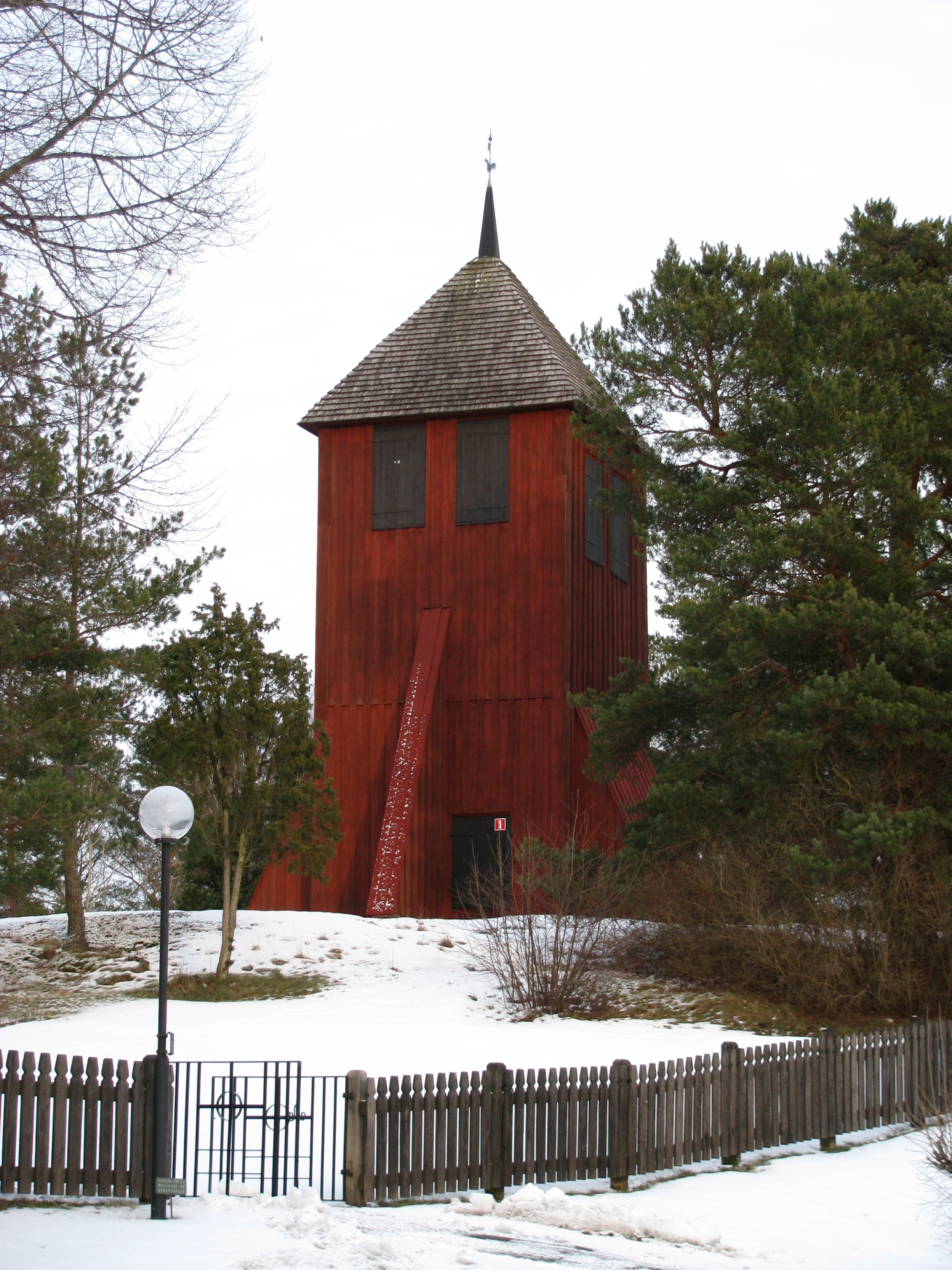
Klockstapeln